# Anchihauerina
Anchihauerina es un género de foraminífero bentónico de la subfamilia Sigmoilinitinae, de la familia Hauerinidae, de la superfamilia Milioloidea, del suborden Miliolina y del orden Miliolida. Su especie tipo es Anchihaureina delicatissima. Su rango cronoestratigráfico abarca el Holoceno.

## Clasificación
Anchihauerina incluye a la siguiente especie:
- Anchihauerina delicatissima